# Tom Carroll
Thomas James Carroll (født 28. maj 1992) er en engelsk professionel fodboldspiller, som spiller for League Two-klubben Milton Keynes Dons.

## Klubkarriere

### Tottenham Hotspur
Carroll kom igennem ungdomsakademiet hos Tottenham Hotspur, og han fik sin seniordebut den 25 august 2011 i en Europa League-kamp imod Heart of Midlothian. Det lykkedes dog aldrig for Carroll at slå igennem på førsteholdet, og han spillede som resultat kun få kampe for klubben over de næste år.
Han tilbragte i løbet af sin tid i klubben lejeaftaler hos Leyton Orient, Derby County, Queens Park Rangers og Swansea City.

### Swansea City
Carroll skiftede i januar 2017 til Swansea City, hvor han tidligere havde tilbragt en lejeaftale, men denne gang som et permanent skifte.
Carroll blev i januar 2019 udlejet til Aston Villa for resten af sæsonen.

### Queens Park Rangers
Carroll skiftede i september 2020 til Queens Park Rangers, hvilke var endnu en klub som han tidligere havde tilbragt en lejeaftale hos.

### Ipswich Town
Carroll skiftede i august 2021 til Ipswich Town.

### Exeter City
Efter at have forladt Ipswich havde Carroll et år uden en klub, som han tilbragte med genoptræning. Han fik i året lov til at træne med hos U/23-holdet hos hans tidligere klub Tottenham Hotspur. Han skiftede herefter i juni 2023 til Exeter City efter en succesfuld prøveperiode med klubben.

### Milton Keynes Dons
Carroll skiftede i juli 2024 til Milton Keynes Dons.

## Landsholdskarriere
Carroll har repræsenteret England på flere ungdomsniveauer.